# Nitazoxanide
La nitazoxanide, commercializzata sotto il nome di Alinia, è un farmaco usato per il trattamento di alcune forme di parassitosi causate da protozoi o da elminti. Tra le patologie per cui il farmaco è stato somministrato, figurano la criptosporidiosi, la giardiasi, l'amebiasi, l'isosporiasi, la teniasi, la schistosomiasi e l'ascaridiasi.
Il farmaco è stato approvato negli Stati Uniti nel 2002 dalla Food and Drug Administration; lì ne è stata approvata la commercializzazione come medicinale equivalente nel 2020. Nel 2021 hanno avuto inizio studi clinici per valutare l'efficacia del farmaco nei casi di influenza stagionale.

## Usi ed effetti collaterali
La nitazoxanide è assunta per via orale; derivata del tiazolo, agisce inibendo l'enzima piruvato ferredoxina-ossidoreduttasi. Gli effetti collaterali più comuni includono dolori addominali, nausea e un'alterazione del colore delle urine. Non è ancora stato accertato che l'assunzione di nitazoxanide durante la gravidanza non sia fonte di rischi teratogenici.